# Dworek Potockich w Woli Łużańskiej
Dworek Potockich w Woli Łużańskiej – dwór szlachecki znajdujący się w miejscowości Wola Łużańska w woj. małopolskim. Prawdopodobne miejsce narodzin Wacława Potockiego.

## Historia
Budowę tego barokowego dworu rozpoczął prawdopodobnie dziad Wacława – Jan Potocki herbu Szreniawa (zm. 1636), który zakupił wsie Łużna i Wola Łużańska od Samuela Branickiego pochodzącego z Ruszczy. Budowę rozpoczęto prawdopodobnie w latach 20. XVII wieku. W czasie swojej historii budynek ten był wielokrotnie przebudowywany, a w XX w. odbudowany po zniszczeniach wojennych.

## Dwór współcześnie
Obecnie dworek jest własnością prywatną. W jego okolicy znajduje się chroniony jako pomnik przyrody dąb, a także pozostałości dworskiej sadzawki.